# Església del Salvador de Culla
L'Església Parroquial del Salvador de Culla, comarca de l'Alt Maestrat, és una església, de confessió catòlica, datada de principis del segle xviii, situada al nucli històric de la localitat, al carrer Abadia.
Està catalogada com Bé Immoble de Rellevància Local, amb codi: 12.02.051-001, dins del  Conjunt històric de la localitat que està catalogat com Bé d'Interès Cultural, tal com consta a la Direcció General de Patrimoni Artístic de la Generalitat Valenciana.

## Descripció Històric-artística

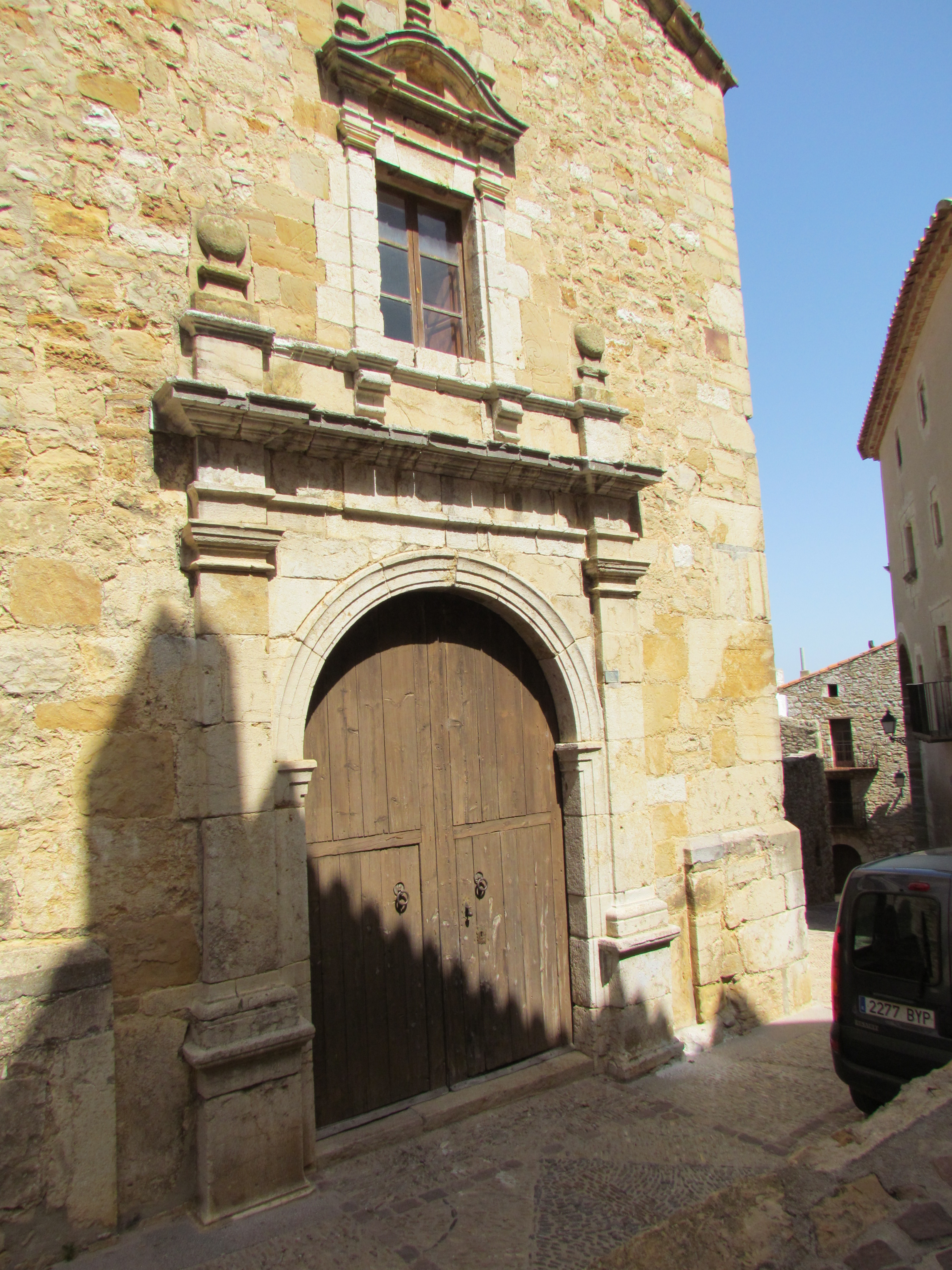
Portalada de l'església de Culla.

L'església es va edificar sobre les restes d'una altra església d'anterior factura, iniciant-se les obres a principis del segle xviii i duent-se a terme la seua consagració l'any 1712.
En el seu interior destaca el retaule de Sant Roc, es tracta d'un tríptic en pintura del segle xvi. L'escena central plasma a la Sagrada Família al costat de Sant Joan i a un Àngel. Per la seua banda, les portes que són abatibles tenen en el seu interior figures de Sant Vicent Ferrer i de Sant Francesc.
També es pot contemplar una escultura gòtica, del segle xv, del Salvador, patró de la localitat de Culla i a qui està dedicada l'església. Segons els autors aquesta escultura podria formar part de la façana de l'anterior església sobre la qual s'edifica l'actual. En el transcurs del conflicte bèl·lic civil de 1936 l'església va sofrir grans desperfectes i l'escultura va quedar sense cap, podent-se recuperar més tard (al voltant de 1976) les peces, de manera que es va poder realitzar una reconstrucció. Es va procedir a la seua restauració aprofitant l'exposició "La Memòria Daurada de Morella", que l'any 2003, es va dur a terme a Morella, gràcies a la col·laboració entre organismes públics, com ara la Diputació de Castelló, la Conselleria de Cultura de la Generalitat Valenciana entre d'altres, entitats eclesiàstiques com ara els Bisbats de Sogorb-Castelló i de Tortosa, així com a empreses privades com Sogorb i empreses, com la Unió de Mútues, Ibercaja, Telefònica, la Mancomunitat Turística del Maestrat, etc.
Pot destacar-se igualment la pila baptismal gòtica.
Al costat de l'Església es troba la casa abadia, pertanyent a l'església parroquial del Salvador. El seu origen es remunta al segle xiii, però va patir una important readaptació al segle xviii. Aprofitant les millores que es van començar per la inauguració de l'exposició Pulchra Magistri, organitzada per la Fundació La Llum de les Imatges, que es porta a terme de novembre de 2013 a novembre de 2014, es va dur a terme una intervenció perquè pogués ser, al costat dels espais adossats a l'absis, les sagristies i la transagristia (que també van ser intervinguts) part del museu parroquial, per exposar béns mobles de l'església i oferir la informació històrica, artística i arquitectònica relativa a l'evolució de l'edifici. En aquesta intervenció es va aconseguir també adaptar espais per a l'arxiu parroquial, amb el que al temps s'aconseguia recuperar i revaloritzar llenços de la muralla medieval de la localitat que es trobaven immersos en l'estructura de l'edifici de la casa abadia.